# Heliocapensis
Genre
Heliocapensis est un genre d'araignées aranéomorphes de la famille des Salticidae.

## Distribution
Les espèces de ce genre se rencontrent en Afrique australe et en Afrique de l'Est.

## Liste des espèces
Selon World Spider Catalog (version 25.0, 14/03/2024) :
- Heliocapensis aberdarensis (Wesołowska, 1986)
- Heliocapensis bellus (Wesołowska, 1986)
- Heliocapensis capensis (Wesołowska, 1986)
- Heliocapensis charlesi (Wesołowska, 2003)
- Heliocapensis chikangawanus (Wesołowska, 1986)
- Heliocapensis claviger (Simon, 1901)
- Heliocapensis deserticola (Simon, 1901)
- Heliocapensis maluti (Wesołowska & Haddad, 2014)
- Heliocapensis mirabilis (Wesołowska, 1986)
- Heliocapensis peckhami (Simon, 1902)
- Heliocapensis portentosus (Wesołowska, 1986)
- Heliocapensis redimitus (Simon, 1910)
- Heliocapensis termitophagus (Wesołowska & Haddad, 2002)

## Systématique et taxinomie
Ce genre a été décrit par Wesołowska en 1986 comme un sous-genre de Heliophanus. Il est élevé au rang de genre par Wesołowska en 2024.

## Publication originale
- Wesołowska, 1986 : « A revision of the genus Heliophanus C. L. Koch, 1833 (Aranei: Salticidae). » Annales Zoologici, vol. 40, no 1, p. 1-254.